# Allium hirtovaginum
Allium hirtovaginum — вид трав'янистих рослин родини амарилісові (Amaryllidaceae), поширений у Туреччині й Греції.

## Поширення
Поширений у південній і північній Туреччині та в Греції.